# Crocidura luna
Crocidura luna är en däggdjursart som beskrevs av Guy Dollman 1910. Crocidura luna ingår i släktet Crocidura och familjen näbbmöss. IUCN kategoriserar arten globalt som livskraftig. Inga underarter finns listade i Catalogue of Life.
Arten blir med svans 8 till 9 cm lång och svanslängden är 5 till 6 cm. Djuret har cirka 1,5 cm långa bakfötter och ungefär 1,0 cm stora öron. Ovansidan är täckt av spräcklig päls i grå och gråbrun. Färgen uppkommer på grund av hår som är grå nära roten, ljus rödbrun till ljusgrå i mitten samt brunaktig vid spetsen. Det finns ingen tydlig gräns mot den gråa undersidan som kan ha en rödbrun eller olivgrön skugga. Även svansen är uppdelad i en brun till svartbrun ovansida och en ljusare undersida i samma färg. Den bär bara fram till mitten (eller lite längre bak) några styva hår.
Denna näbbmus förekommer i östra Afrika från nordöstra Kongo-Kinshasa och centrala Kenya till östra Zimbabwe samt västerut till östra Angola. Arten vistas i bergstrakter mellan 1000 och 2300 meter över havet. Den lever i kyliga fuktiga bergsskogar. Där hittas den vanligen intill vattendrag med strandlinjer som är täckta med gräs.
Crocidura luna är främst aktiv under skymningen och gryningen. Den äter huvudsakligen insekter. När honan inte är brunstig lever varje exemplar ensam.